# Sante Gaiardoni
Sante Giovanni Gaiardoni (ur. 29 czerwca 1939 w Villafranca di Verona, zm. 30 listopada 2023 w Motta Visconti) – włoski kolarz torowy i szosowy, dwukrotny mistrz olimpijski oraz ośmiokrotny medalista mistrzostw świata w kolarstwie torowym.

## Kariera
W wieku 21 lat został mistrzem olimpijskim podczas XVII Letnich Igrzysk Olimpijskich w Rzymie w dwóch konkurencjach. Była to jedyna edycja letnich igrzysk olimpijskich, w której wziął udział. Wkrótce po tej imprezie przeszedł na zawodowstwo. Jako amator odnosił też sukcesy podczas mistrzostw świata (mistrzostwo w sprincie w 1960 oraz srebrne medale w 1958 i 1959 roku).

## Starty olimpijskie (medale)
Rzym 1960
- sprint –  złoto
- 1000 m ze startu zatrzymanego –  złoto